# 5707 Shevchenko
Az 5707 Shevchenko (ideiglenes jelöléssel 1976 GY3) a Naprendszer kisbolygóövében található aszteroida. Nyikolaj Sztyepanovics Csernih fedezte fel 1976. április 2-án.